# 20-as busz (Miskolc)
A miskolci 20-as jelzésű autóbusz 2012. március 1-jén indult újra Repülőtér/BOSCH és Miskolctapolca között. Útvonala majdnem teljesen megegyezik a 2000–2006 között közlekedő 20-as buszéval.
A járat a 2-es és 12-es autóbuszok 2021. április 17-ei megszüntetését követően minden napszakban közlekedik, csúcsidőszakban az Egyetemváros vá. érintésével.

## Története
Az első 20-as busz 2000 és 2006 között közlekedett. Ez volt a város első olyan buszjárata, amin alacsony padlós járművek is közlekedtek. Hétfőtől vasárnapig 7:15-kor és 12:45-kor indultak alacsony padlós szóló járatok, ezeket a menetrendben a viszonylatszám mellett egy kerekesszékes ember is jelezte. A járat a Repülőtérről indult az Egyetemvároshoz. Ezt a távot 25-28 perc alatt tette meg.
A vonalat az MVK 2006. december 31-én megszüntette az egyetemhez közlekedő 24B busszal együtt. Akkor az Egyetemvárosba a 22-es és 31-es busz közlekedett, valamint vizsgaidőszakban a 29-es járat is betért néhány fordulóra.
2012. február 23-án a város közgyűlése a járat újraindításáról döntött. Ennek során az esti-éjszakai órákban valamint hétvégén a város észak–déli tengelyén a 2-es, 12-es és 22-es járatok helyett közlekedik. Az Egyetemvárosba ugyan bemegy, de a főépületet nem érinti.
2021. március 11-től megszűnt a 2-es és a 12-es járat, így a 20-as naponta közlekedik, és több járat érinti az Egyetemváros végállomást.  
2021. június 7-től a járat a Szeles utca helyett a Petőfi tér megállót érinti Tapolca felé.  
2023. október 16-tól a 12-es és a 20A-s buszjáratok elindítása miatt munkanapokon csak kora reggel illetve késő délután és este közlekedik, munkaszüneti napokon pedig egész nap. Munkanapokon az utolsó járat a Repülőtérről 21:25-kor indul ezután a 914-es járatot lehet igénybe venni. Néhány járat továbbra is érinti az Egyetemváros végállomást.  

## Követési ideje
Hétköznap 20-30 percenként, völgyidőben. Hétvégén délelőtt 20,a többi időszakban 30 percenként közlekedik.

## Járművek
A vonalon csuklós autóbuszok közlekednek. Hétvégén MAN A40 Lion's City CNG, meg Neplan Centroliner N4522 , munkanap este pedig MAN SG 263 is előfordul.

## Útvonala
| Miskolctapolca Barlangfürdő felé | Repülőtér felé |
| --- | --- |
| Repülőtér vá. – Szentpéteri kapu – Ady Endre utca – Szeles utca – Búza tér – Ady Endre utca – Madarász Viktor utca – Szentpáli utca – Corvin utca – Görgey Artúr utca – Csabai kapu – Miskolctapolcai út – Csermőkei út – Egyetem út – Miskolctapolcai út – Iglói utca – Miskolctapolca Barlangfürdő vá. | Miskolctapolca Barlangfürdő vá. – Iglói utca – Miskolctapolcai út – Egyetem út – Csermőkei út – Miskolctapolcai út – Csabai kapu – Görgey Artúr utca – Corvin utca – Szentpáli utca – Szeles utca – Ady Endre utca – Szeles utca – Búza tér – Ady Endre utca – Szentpéteri kapu – Repülőtér vá. |

## Megállóhelyei
| 0  | Repülőtér/BOSCH végállomás             | 33 | 3A, 8, 12, 14, 24, 36, 54, 240                                            |
| 1  | Napsugár otthon                        | 32 | 3A, 12, 14, 24, 36, 54                                                    |
| 3  | Megyei Kórház                          | 31 | 3A, 12, 14, 24, 36, 54                                                    |
| 5  | Levente vezér utca                     | 29 | 12, 14, 36, 54                                                            |
| 6  | Álmos utca                             | 28 | 12, 14, 36, 54                                                            |
| 7  | Szeles utca                            | 27 | 1, 12, 14, 36, 54, 101B                                                   |
| 9  | Búza tér                               | 25 | 1, 3, 3A, 4, 7, 11, 20A, 20B, 24, 28, 32, 43, 44, 45 Távolsági autóbuszok |
| 12 | Centrum                                | 22 | 3A, 12, 20A, 20B, 24, 28, 34, 35, 43, 44, 45, Auchan 1 1, 1A, 2           |
| 13 | Vörösmarty Mihály utca                 | 20 | 12, 20A, 20B, 21, 28, 34, 35, 43, 44, Auchan 1                            |
| 14 | Népkert                                | 18 | 12, 14, 20A, 20B, 28, 34, 35, 36, 43, 44                                  |
| 16 | SZTK Rendelő                           | 16 | 12, 14, 20A, 24, 30, 31, 34, 36, 43, 44                                   |
| 18 | Petneházy bérházak                     | 14 | 12, 14, 20A, 24, 30, 31, 34, 36, 43, 44                                   |
| 19 | Tapolcai elágazás                      | 13 | 4, 12, 14, 20A, 24, 30, 32, 34, 36, 43, 44, 45                            |
| 20 | Vasúti felüljáró                       | 12 | 12, 20A, 24, 30, 32, 34, 36                                               |
| 21 | Szentgyörgy út                         | 11 | 12, 20A, 20B, 29, 30, 32, 34, 36, 39, Auchan 2                            |
| ∫  | Csermőkei út                           | 10 | 12, 20A, 20B, 29, Auchan 2                                                |
| 23 | Egyetemi Kollégium                     | 8  | 12, 20A                                                                   |
| 24 | Olajkutató                             | 7  | 12, 20A                                                                   |
| 25 | Kemény Dénes Uszoda                    | 6  | 20A, 20B                                                                  |
| 27 | Turistapark                            | 4  | 20A, 20B                                                                  |
| 28 | Miskolctapolca parkoló                 | 2  | 20A, 20B                                                                  |
| 30 | Miskolctapolca Strandfürdő             | 1  | 20A, 20B                                                                  |
| 31 | Miskolctapolca Barlangfürdő végállomás | 0  | 20A, 20B                                                                  |